# Shiawassee County
Shiawassee County ist ein County im Bundesstaat Michigan der Vereinigten Staaten. Der Verwaltungssitz (County Seat) ist Corunna. Das U.S. Census Bureau hat bei der Volkszählung 2020 eine Einwohnerzahl von 68.094 ermittelt.

## Geographie
Das County liegt südöstlich des geographischen Zentrums der Unteren Halbinsel von Michigan und hat eine Fläche von 1400 Quadratkilometern, wovon fünf Quadratkilometer Wasserfläche sind. Es grenzt im Uhrzeigersinn an folgende Countys: Saginaw County, Genesee County, Livingston County, Ingham County, Clinton County und Gratiot County.

## Geschichte
Shiawassee County wurde 1822 aus Teilen des Oakland County und des St. Clair County gebildet. Benannt wurde es nach dem Shiawassee River.
43 Bauwerke und Stätten des Countys sind im National Register of Historic Places eingetragen (Stand 28. Januar 2018).

## Demografische Daten

Alterspyramide des Shiawassee Countys (Stand: 2000)

Nach der Volkszählung im Jahr 2000 lebten im Shiawassee County 71.687 Menschen in 26.896 Haushalten und 19.849 Familien. Die Bevölkerungsdichte betrug 51 Einwohner pro Quadratkilometer. Ethnisch betrachtet setzte sich die Bevölkerung zusammen aus 97,39 Prozent Weißen, 0,19 Prozent Afroamerikanern, 0,47 Prozent amerikanischen Ureinwohnern, 0,28 Prozent Asiaten, 0,01 Prozent Bewohnern aus dem pazifischen Inselraum und 0,49 Prozent aus anderen ethnischen Gruppen; 1,17 Prozent stammten von zwei oder mehr Ethnien ab. 1,81 Prozent der Bevölkerung waren spanischer oder lateinamerikanischer Abstammung.
Von den 26.896 Haushalten hatten 35,3 Prozent Kinder unter 18 Jahren, die bei ihnen lebten. 59,1 Prozent waren verheiratete, zusammenlebende Paare, 10,3 Prozent waren allein erziehende Mütter und 26,2 Prozent waren keine Familien. 21,7 Prozent waren Singlehaushalte und in 9,1 Prozent lebten Menschen im Alter von 65 Jahren oder darüber. Die Durchschnittshaushaltsgröße betrug 2,64 und die durchschnittliche Familiengröße lag bei 3,06 Personen.
26,8 Prozent der Bevölkerung waren unter 18 Jahre alt. 8,3 Prozent zwischen 18 und 24 Jahre, 29,2 Prozent zwischen 25 und 44 Jahre, 23,6 Prozent zwischen 45 und 64 Jahre und 12,0 Prozent waren 65 Jahre oder älter. Das Durchschnittsalter betrug 36 Jahre. Auf 100 weibliche Personen kamen 96,5 männliche Personen. Auf 100 Frauen im Alter von 18 Jahren und darüber kamen statistisch 93,5 Männer.
Das jährliche Durchschnittseinkommen eines Haushalts betrug 42.553 USD, das Durchschnittseinkommen einer Familie 49.329 USD. Männer hatten ein Durchschnittseinkommen von 39.190 USD, Frauen 25.063 USD. Das Prokopfeinkommen betrug 19.229 USD. 5,7 Prozent der Familien und 7,8 Prozent der Bevölkerung lebten unterhalb der Armutsgrenze.